# 110-та гвардійська стрілецька дивізія
110-та гвардійська стрілецька дивізія — військовий підрозділ Робітничо-селянської червоної армії у Другій світовій війні.

## Історія
Сформована під Воронежем у серпні 1943 року шляхом об'єднання 5-ї та 7-ї гвардійських стрілецьких бригад.
Була включена до складу 37-ї армії, котра від вересня 1943 року увійшла до складу Степового фронту (з 20.10.1943 — 2-го Українського фронту. У бойові дії вступила у період битви за Дніпро.
У жовтні — грудні 1943 року у складі 5-ї гвардійської армії звільнила місто Олександрія, за що 6 грудня 1943 р. дивізії було присвоєно почесне найменування «Олександрійської». У ході Умансько-Ботошанської операції, діючи у складі 53-ї армії, дивізія звільнила місто Новоархангельськ. У серпні 1944 р. брала участь у Ясько-Кишинівській наступальній операції. Надалі діяла на теренах Угорщини та Чехословаччини. У березні 1945 р. зайняла місто Банська-Штявниця, а у квітні 1945 р. — місто Годонін.
У липні 1945 р. дивізія була передислокована до Монголії. У серпні — вересні 1945 року брала участь у Хінгано-Мукденскій операції у складі 53-ї армії Забайкальського фронту. За успішне подолання хребта Великий Хінган дивізії присвоєно почесне найменування «Хінганскої» (20.09.1945).

## Післявоєнний період
У червні 1946 року дивізія була переформована у 16-ту гвардійську стрілецьку бригаду, пізніше, у 1953 році — у 72-гу гвардійську механізовану дивізію, а у 1957 році — у 143-тю гвардійську мотострілецьку дивізію. Дислокувалася в Іркутську, де і була розформована наприкінці 1950-х років. 

## Підпорядкування
- Степовий фронт, 37-ма армія — на момент формування
- 2-й Український фронт, 37-ма армія — від 20.10.1943 р.
- 2-й Український фронт, 5-та гвардійська армія — на 10—12.1943 р.
- 2-й Український фронт, 53-тя армія — від 01.1944 р.
- Забайкальський фронт, 53-тя армія — від 07.1945 р.

## Склад
- 307-й гвардійський стрілецький полк
- 310-й гвардійський стрілецький полк
- 313-й гвардійський стрілецький полк
- 247-й гвардійський гарматний артилерійський полк
- 636-та гвардійська дивізійна артилерійська бригада
- 823-й гвардійський мінометний полк
- 109-й окремий гвардійський винищувально-протитанковий дивізіон
- 106-та окрема гвардійська розвідувальна рота
- 117-й окремий гвардійський саперний батальйон
- 169-й окремий гвардійський батальйон зв'язку (141-ша окрема гвардійська рота зв'язку)
- 111-й медико-санітарний батальйон
- 107-ма окрема гвардійська рота хімічного захисту
- 108-ма автотранспортна рота
- 112-та польова хлібопекарня
- 104-й дивізіонний ветеринарний лазарет
- 2290-та польова поштова станція
- 1274-та польова каса Держбанку[1]

## Командири
- Огородов, Михайло Іванович (03.08.1943 — 10.01.1944), полковник (з січня 1944 генерал-майор)
- Соболєв, Дмитро Пилипович (11.01.1944 — 17.04.1944), полковник
- Роткевич, Іван Адамович (18.04.1944 — 27.04.1944), полковник
- Пігін, Іван Олексійович (28.04.1944 — 08.05.1944), полковник
- Огородов, Михайло Іванович (09.05.1944 — 19.04.1945), генерал-майор
- Мальчевський, Олександр Іванович (20.04.1945 — 07.07.1945), полковник
- Криволапов Григорій Архипович (08.07.1945 — 03.09.1945), генерал-майор

## Нагороди та найменування
- 6.12.1943 — присвоєно почесне найменування «Олександрійська»
- 10.12.1943 — нагороджена орденом Червоного Прапора — За зразкове виконання бойових завдань командування на фронті боротьби з німецькими загарбниками та виявлену при цьому доблесть та мужність.
- 8.01.1944 — нагороджена орденом Суворова II ступеня — За зразкове виконання бойових завдань командування на фронті боротьби з німецькими загарбниками та виявлену при цьому доблесть та мужність.
- 20.09.1945 — «Хінганска» — Почесне найменування присвоєно в знак отриманої перемоги і за зразковість у боях на Далекому Сході при подоланні гірського хребта Великий Хінган. Наказ Верховного Головнокомандуючого № 0162.

## Бійці дивізії, що відзначилися в боях
Герої Радянського Союзу:
- Анісімов, Віктор Дмитрович — навідник гармати 247-го гвардійського артилерійського полку, гвардії червоноармієць.
- Асламазашвили, Сурен Артемович — командир відділення протитанкових рушниць 109-го окремого гвардійського винищувально-протитанкового дивізіону, гвардії сержант.
- Борискін, Анатолій Васильович — командир взводу 106-ї окремої гвардійської розвідувальної роти, гвардії старший сержант.
- Булгаков, Андрій Олексійович — розвідник 106-ї окремої гвардійської розвідувальної роти, гвардії червоноармієць.
- Вишневський, Анатолій Петрович — комсорг батальйону 307-го гвардійського стрілецького полку, гвардії молодший лейтенант.
- Воровченко, Григорій Данилович — помічник командира взводу 307-го гвардійського стрілецького полку, гвардії старший сержант.
- Голев, Леонід Дмитрович — навідник 45-мм гармати винищувально-протитанкової батареї 310-го гвардійського стрілецького полку, гвардії червоноармієць.
- Гончаров, Семен Іванович — командир взводу 9-ї роти 3-го стрілецького батальйону 310-го гвардійського стрілецького полку.
- Губеладзе, Володимир Ясонович — командир взводу 45-мм гармат 307-го гвардійського стрілецького полку, гвардії лейтенант.
- Желтиков, Павло Георгійович — командир відділення розвідки дивізіону 247-го гвардійського артилерійського полку, гвардії сержант.
- Жувасін, Павло Олексійович — помічник командира взводу автоматників 307-го гвардійського стрілецького полку, гвардії старший сержант.
- Звонков, Трохим Никифорович — навідник гармати 247-го гвардійського артилерійського полку, гвардії єфрейтор.
- Ігнатенко, Іван Гнатович — командир відділення розвідки 1-ї батареї 247-го гвардійського артилерійського полку, гвардії старшина.
- Ісраелян, Ліпарі Мірзоевіч — телефоніст 141-ї окремої гвардійської роти зв'язку, гвардії сержант.
- Калашников, Яків Семенович — командир мінометного розрахунку 307-го гвардійського стрілецького полку, гвардії червоноармієць.
- Калінін, Микола Тихонович — стрілок 310-го гвардійського стрілецького полку, гвардії червоноармієць.
- Кошелев, Михайло Тимофійович — командир відділення 310-го гвардійського стрілецького полку, гвардії сержант.
- Кошкін, Андрій Євдокимович — розвідник 106-ї окремої гвардійської розвідувальної роти, гвардії молодший сержант.
- Кузін, Іван Васильович — командир кулеметного відділення 310-го гвардійського стрілецького полку, гвардії старший сержант.
- Кузуб, Павло Степанович — розвідник 106-ї окремої гвардійської розвідувальної роти, гвардії сержант.
- Леонов, Віктор Петрович — командир відділення 106-ї окремої гвардійської розвідувальної роти, гвардії старший сержант.
- Малахов, Борис Федорович — помічник командира взводу 307-го гвардійського стрілецького полку, гвардії старшина.
- Мельников, Олексій Дмитрович — командир кулеметного відділення 310-го гвардійського стрілецького полку, гвардії старший сержант.
- Мікуцький, Борис Антонович — командир відділення розвідки мінометної батареї 310-го гвардійського стрілецького полку, гвардії старший сержант.
- Мироненко, Іван Пилипович — стрілок 1-го стрілецького батальйону 313-го гвардійського стрілецького полку, гвардії рядовий[2].
- Нємков, Іван Федорович — старшина роти 307-го гвардійського стрілецького полку, гвардії старшина.
- Орєхов, Іван Васильович — кулеметник 307-го гвардійського стрілецького полку, гвардії червоноармієць.
- Панарін, Михайло Петрович — помічником командира взводу розвідки 106-ї окремої гвардійської розвідроти, гвардії старшина.
- Пономарьов, Павло Сергійович — навідник 45-мм гармати 307-го гвардійського стрілецького полку, гвардії червоноармієць.
- Портнягин Сергій Миколайович — командир роти 310-го гвардійського стрілецького полку, гвардії старший лейтенант.
- Рутчін, Олексій Іванович — шофер 109-го окремого гвардійського винищувального протитанкового дивізіону, гвардії старшина.
- Сидоренко, Григорій Семенович — командир кулеметного відділення 310-го гвардійського стрілецького полку, гвардії сержант.
- Скомороха, Павло Васильович — автоматник 307-го гвардійського стрілецького полку, гвардії червоноармієць.
- Скоринін, Володимир Петрович — командир взводу 310-го гвардійського стрілецького полку, гвардії лейтенант.
- Федорін, Іван Ілліч — командир батареї 45-мм гармат 109-го окремого гвардійського винищувально-протитанкового дивізіону, гвардії старший лейтенант.
- Цильов, Павло Миколайович — командир відділення 117-го окремого гвардійського саперного батальйону, гвардії сержант.
- Чеснаков, Єгор Олександрович — розвідник 106-ї окремої гвардійської розвідроти, гвардії червоноармієць.
- Хайдаршин, Гайнанша Хайдаршіновіч — командир відділення 117-го окремого гвардійського саперного батальйону, гвардії рядовий[3].
- Юхнін, Віктор Михайлович — командир відділення 4-ї роти 2-го стрілецького батальйону 310-го гвардійського стрілецького полку, гвардії сержант.
- Ярославцев, Олександр Єгорович — командир телефонного взводу 141-ї окремої гвардійської роти зв'язку, гвардії лейтенант.

Кавалери ордена Слави 3-х ступенів: 
- Гломозда, Михайло Федотович, старший сержант, помічник командира взвода 106-й окремої гвардейской розвідувальної роты.
- Куришев, Олександр Васильевич, гвардії сержант, командир розрахунку 45-мм гармати 313-й гвардейского стрілецького полку.
- Мтиралишвили, Георгій Сикович, гвардії сержант, наводчик 120-мм миномёта 313-й гвардейского стрілецького полку.
- Раскопенский, Олександр Иванович, гвардії сержант, командир розвідувального взвода 106-й окремої гвардейской розвідувальної роты.

- Ємельяненко, Костянтин Вікторович (1921—1943) — командир відділення 313-го гвардійського стрілецького полку, гвардії рядовий. Закрив своїм тілом амбразуру кулемета.
- Крисін, Павло Афіногенович (1923—2014) — радянський журналіст, письменник.
- Ніколаєв, Анатолій Миколайович (1919—?) — радянський дипломат[4].